# Mystère à l'abbaye
Mystère à l'abbaye est un jeu de société de Serge Laget et Bruno Faidutti édité par Days of Wonder en 2003. Une première version du jeu, appelée Meurtre à l'abbaye, avait été éditée par Multisim en 1995.
C'est un jeu mettant en scène une enquête policière, sur le mécanisme de base du Cluedo, mais dans une abbaye au Moyen Âge, dans une ambiance proche du Nom de la rose.

## Thème
Les joueurs sont des moines effectuant un pèlerinage. Un meurtre est commis dans une abbaye alors qu'ils sont de passage. Ils mènent l'enquête au cours d'une journée rythmée par les messes.

## Matériel
- Un plateau de jeu représentant l'abbaye
- Six figurines en résine représentant les moines-enquêteurs (1 par joueur)
- Six carnets de notes permettant de cacher la fiche de suspects (1 par joueur)
- 50 fiches de suspects
- Trois dés en bois pour désigner les moines-enquêteurs
- Une cloche en métal pour sonner l'heure de la messe
- 90 cartes : 24 cartes "suspect", 18 cartes "événement", 24 cartes "livre du scriptorium", 8 cartes "livre de la bibliothèque", 6 cartes "crypte", et 8 cartes "messe".
- Un livret de règles

## Mécanismes du jeu
Le jeu fait appel au hasard, à des informations cachées, et à la stratégie.

## Déroulement du jeu
Lors de la mise en place, le plateau de jeu est disposé, chaque joueur choisit une figurine de moine et la place dans l'église, puis il prend un carnet de notes et une fiche de suspects. Les cartes "livre du scriptorium", "livre de la bibliothèque", "crypte", et "événement" sont disposées sur le plateau de jeu. L'une des cartes "suspect" est placée sous le plateau de jeu. C'est la carte du coupable. D'autres cartes "suspect" (5 ou 3 selon le nombre de joueurs) sont placées sur le plateau de jeu, et les dernières (de 3 à 6) sont distribuées aux joueurs. Le premier joueur est déterminé par un jet de dé, puis il prend la cloche et les huit cartes "messe". Les deux derniers moines à être allés dans les confessionnaux sont désignés par les deux autres dés.
Les joueurs doivent maintenant identifier la carte du coupable (ses caractéristiques et son nom) en interrogeant les occupants du monastère et en cherchant des indices dans les différents bâtiments de l'abbaye. Les 24 cartes "suspect" ont 5 caractéristiques : l'ordre d'appartenance (hospitalier, franciscain, bénédictin), le rang (père, frère, novice), la corpulence (gros ou maigre), l'apparence (barbu ou glabre), et l'habillement (avec ou sans capuchon).
Lors d'un tour de jeu, le premier joueur avance la cloche d'un cran sur la carte "messe" (4 crans sur la carte), et si la cloche est déjà sur le dernier cran, il sonne la messe. Sinon, les joueurs déplacent leur moine d'1 ou 2 cases (une case étant une pièce de l'abbaye). S'ils rencontrent un deuxième moine, ils doivent lui poser une question ; le joueur de celui-ci peut se taire, ou répondre et poser une question en retour, à laquelle le joueur du premier moine devra répondre. Les questions peuvent citer des noms de suspect, mais les réponses n'y sont pas obligées ; celles-ci doivent cependant être véridiques et aussi exactes que possible. Si la pièce où se trouve leur moine le permet, les joueurs pourront y effectuer une action.
Les actions dépendent de l'usage de la pièce : retourner à la messe (église), prendre une carte "suspect" à un autre joueur (confessionnaux), appliquer les effets spéciaux des cartes "scriptorium" ou "bibliothèque", piocher une carte "suspect" (parloir), utiliser une carte "crypte" pour rejouer plus tard, faire une révélation (salle du chapitre)… Les joueurs peuvent aussi aller fouiller la cellule d'un moine pour voir une carte "suspect" d'un joueur, mais s'il sont surpris par l'occupant de la cellule, ils seront envoyés en pénitence et ils perdront alors un tour.
Lorsque la messe est sonnée, les personnages se retrouvent tous dans l'église et font passer entre eux un certain nombre de cartes. Une carte "événement" aux effets immédiatement appliqués est tirée. Un nouveau premier joueur prend les cartes "messe" et la cloche.
Lorsqu'un joueur pense avoir découvert une caractéristique du coupable, il peut en faire la révélation devant l'abbé dans la salle du chapitre. À la fin de la partie, cette révélation lui apportera 2 points si elle est juste, ou lui en enlèvera 1 si elle est fausse.
Lorsqu'un joueur pense avoir définitivement identifié l'assassin, il doit aller lancer une accusation auprès de l'abbé dans la salle du chapitre. S'il s'est trompé, un autre joueur doit disculper l'accusé en montrant la carte "suspect" correspondante, et cette fausse accusation enlèvera 2 points à l'accusateur. Sinon, on vérifie en consultant la carte du coupable glissée sous le plateau, et cette accusation apporte 4 points à l'accusateur. Une fois la partie terminée, les scores de tous les joueurs sont calculés et le vainqueur est celui qui a le score le plus élevé.

## Mini-extension "Les Chroniques d'un Pèlerin"
Cette petite extension est composée de 12 nouvelles cartes : 6 cartes "événement", 5 cartes "scriptorium", et 1 carte "bibliothèque".
Cartes Événements :
Tentative d'évasion, Un nouveau cadavre !, Encore un cadavre !, Catéchisme, Foire annuelle, Tempus Fugit !
Cartes Scriptorium :
Controverse Théologique, Liturgie des Heures, Actes des Apôtres, Enluminures osées, Traité blasphématoire
Carte Bibliothèque :
Dénonciation calomnieuse
Ces cartes doivent être ajoutées dans leurs paquets respectifs avant le début de la partie.

## Commentaire
Le mécanisme de base est assez identique à celui du Cluedo, mais il est plus riche, en particulier par le système des questions-réponses entre moines, des actions dans les différentes pièces de l'abbaye, et des révélations/accusations auprès de l'abbé. Les cartes "événement", "livre du scriptorium", "livre de la bibliothèque", "crypte", et "messe" introduisent aussi des effets amusants dans le jeu (comme l'obligation de s'exprimer à la manière des chants grégoriens jusqu'à la messe suivante, par exemple).